# عقل بالفعل
عقل بالفعل (انگلیسی: actual reason/ reason-in-act)، از طریق تکرار اکتساب، نظریات در قوّه عاقله فراهم آید. برای این قوه، ملکه ای فراهم آید که بدون قبول زحمت اکتساب مجدد، هر وقت بخواهد بتواند صور معانی را به ذهن احضار کند.

## لوح سفید
اصطلاح لوح سفید (Tabule rasa) از کلام ارسطو در مورد حالت نفس پیش از حصول معرفت، گرفته شده‌است. فیلسوفان مسلمان این حالت نفس را عقل هیولانی یا عقل بالقوه نامیده‌اند که استعداد محض است و هنوز کمالی را که مخصوص آن است نپذیرفته‌است. بنا بر این، جوهر و ذات انسان خالی از علم آفریده شده‌است، اما جوهری است که پذیرای علم است، و تجربه صورت هائی را که در استعداد آن است، در آن منقوش می‌کند به طوری که بعد از آن تبدیل به عقل بالفعل می‌شود.

## فعلیت انسان در درجه وجود و هستی
انسان در درجه وجود و هستی فعلیتی را دارد که همه معانی متفرقه در این وجود واحد جمع اند. و این معانی، ناشی از استکمالاتی است که از مرتبه جمادی شروع و به مرتبه عقل بالفعل و عقل بالمستفاد، بلکه نسبت به بعضی از افراد تا فناء فی اللّه ختم می‌شود.